# Стратокл (афинский военачальник)
Стратокл (др.-греч. Στρατοκλής) — афинский военачальник IV века до н. э.

## Биография
Стратокл был одним из командиров афинян, занимавших левый фланг объединённого греческого войска в битве при Херонее, произошедшей в 338 году до н. э. Противостоящее афинянам правое крыло македонской армии возглавлял царь Филипп.
По оценке К. Беккера, Филлип II далеко превосходил как воинским талантом, так и боевым опытом, и Стратокла, и фиванского военачальника Феагена. Согласно рассказу Полиена, Филипп предпринял маневр ложного отступления, чтобы разорвать фронт у эллинов. Тогда Стратокл призвал соотечественников преследовать отступавшего противника вплоть до самой Македонии. Выманив афинян с выгодной позиции, Филипп развернул свои отряды, бросил их в наступление на расстроивших свои ряды греков и разгромил их.